# Луїс Марін
Луїс Марін (ісп. Luis Marín; нар. 10 серпня 1974) — костариканський футболіст, що грав на позиції захисника, флангового півзахисника. По завершенні ігрової кар'єри — футбольний тренер.
Виступав, зокрема, за клуб «Алахуеленсе», а також національну збірну Коста-Рики.

## Клубна кар'єра
У дорослому футболі дебютував 1992 року виступами за команду клубу «Кармеліта», в якій провів один сезон.
Згодом з 1993 по 1999 рік грав у складі команд клубів «Алахуеленсе», «Універсидад де Сан-Карлос» та «Рівер Плейт».
Своєю грою за останню команду знову привернув увагу представників тренерського штабу клубу «Алахуеленсе», до складу якого повернувся 1999 року. Цього разу відіграв за коста-риканську команду наступні сім сезонів своєї ігрової кар'єри. Більшість часу, проведеного у складі «Алахуеленсе», був основним гравцем команди.
Протягом 2006—2009 років захищав кольори команди клубу «Маккабі» (Нетанья).
Завершив професійну ігрову кар'єру у клубі «Алахуеленсе», у складі якого вже виступав раніше. Прийшов до команди 2009 року, захищав її кольори до припинення виступів на професійному рівні у 2011.

## Виступи за збірну
1993 року дебютував в офіційних матчах у складі національної збірної Коста-Рики. Протягом кар'єри у національній команді, яка тривала 15 років, провів у формі головної команди країни 128 матчів, забивши 5 голів.
У складі збірної був учасником розіграшу Золотого кубка КОНКАКАФ 1993 року у США та Мексиці, на якому команда здобула бронзові нагороди, розіграшу Кубка Америки 1997 року у Болівії, розіграшу Золотого кубка КОНКАКАФ 1998 року у США, розіграшу Кубка Америки 2001 року у Колумбії, чемпіонату світу 2002 року в Японії і Південній Кореї, розіграшу Золотого кубка КОНКАКАФ 2002 року у США, де разом з командою здобув «срібло», розіграшу Золотого кубка КОНКАКАФ 2003 року у США та Мексиці, розіграшу Кубка Америки 2004 року у Перу, чемпіонату світу 2006 року у Німеччині.

## Кар'єра тренера
З травня 2011 асистент головного тренера футбольного клубу «Алахуеленсе» Оскара Раміреса та національної збірної під керівництвом Хорхе Пінто.

## Досягнення
«Алахуеленсе»
- Чемпіонат Коста-Рики
  - Чемпіон (8): 1995-96, 1996–97, 2000–01, 2001–02, 2002–03, 2004-05, 2010, 2011
  - Віце-чемпіон (3): 1993–94, 1994–95, 1997–98
- Ліга чемпіонів КОНКАКАФ
  - Переможець (1): 2004
- Клубний кубок UNCAF
  - Переможець (3): 1996, 2002, 2005

«Маккабі» (Нетанья)
- Прем'єр-ліга
  - Віце-чемпіон (2): 2006–07, 2007–08

Коста-Рика
- Срібний призер Золотого кубка КОНКАКАФ: 2002
- Бронзовий призер Золотого кубка КОНКАКАФ: 1993
- Переможець Ігор Центральної Америки та Карибського басейну: 1993
- Переможець Кубка центральноамериканських націй: 1997, 1999, 2003